# Acalypha chamaedrifolia
Acalypha chamaedrifolia là một loài thực vật có hoa trong họ Đại kích. Loài này được (Lam.) Müll.Arg. mô tả khoa học đầu tiên năm 1866.

## Hình ảnh

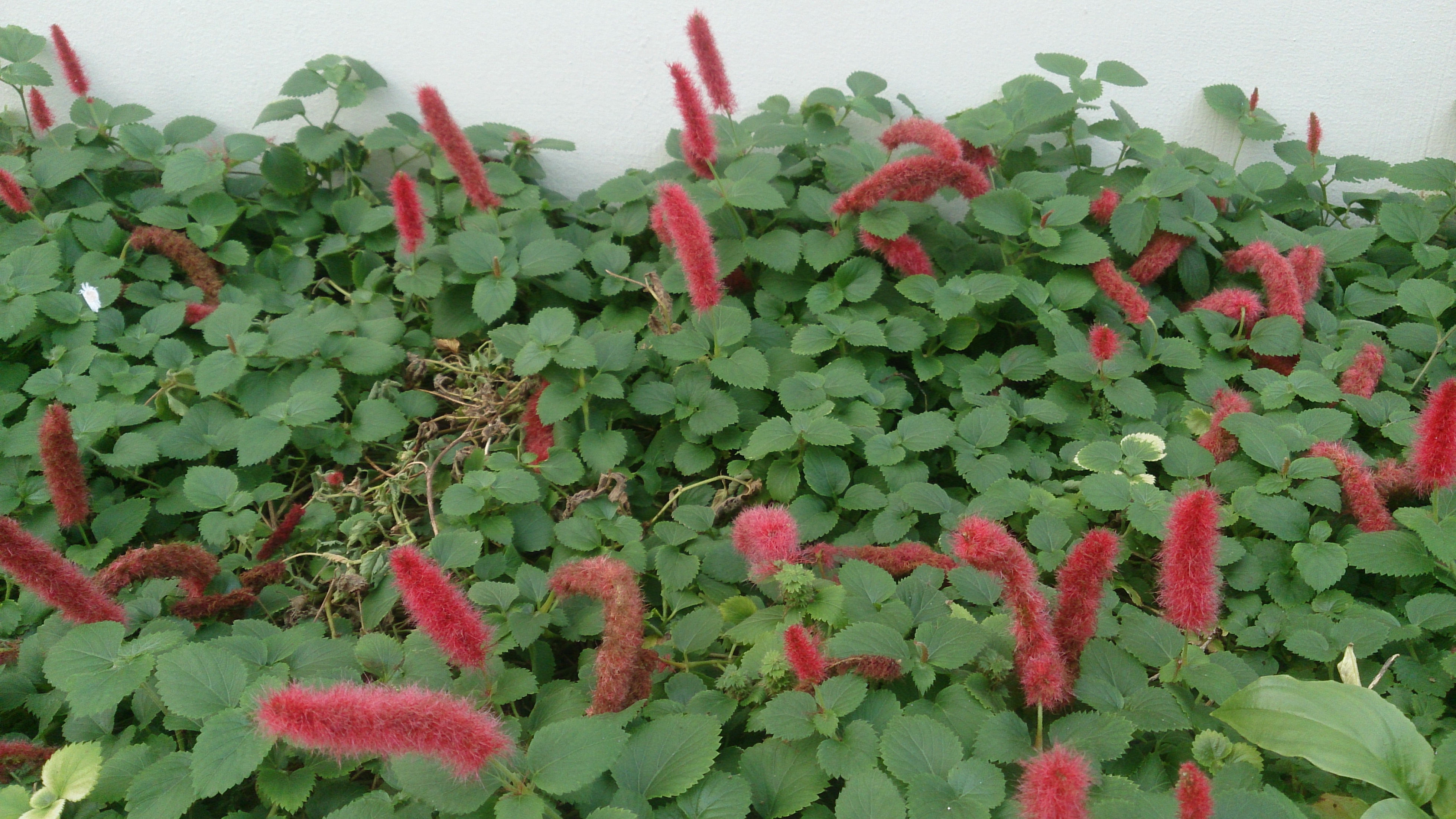
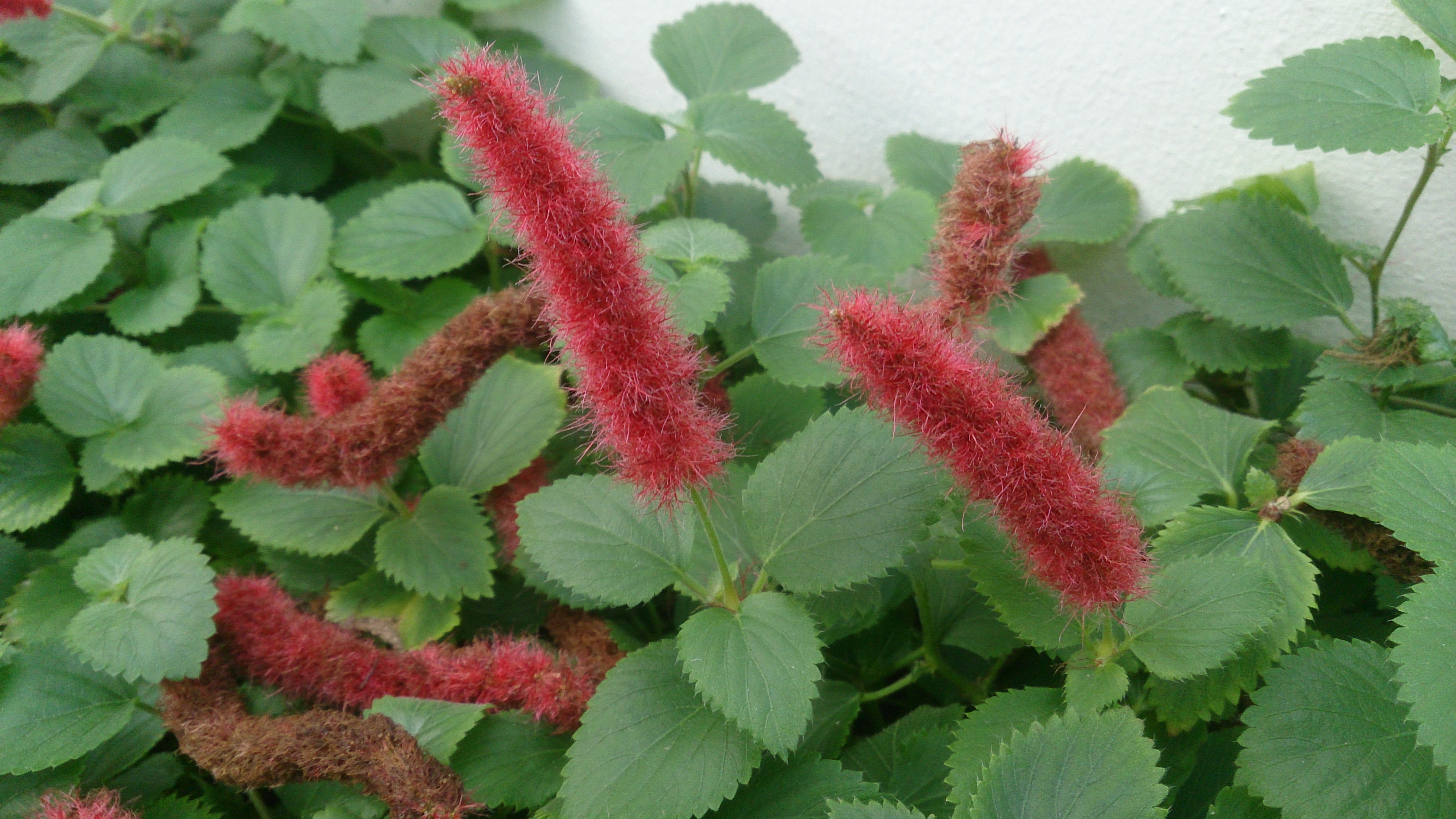